# TuneIn
TuneIn은 라디오 방송과 팟캐스트 등을 제공하는 웹 서비스이다.